# Alice Cooper (banda)
Alice Cooper fue una banda de rock estadounidense previa a la carrera solista del cantante del mismo nombre, carrera que se mantiene vigente en la actualidad. La agrupación fue formada en Phoenix (Arizona), en 1964. La banda estaba formada por el cantante principal Vince Furnier (nombre artístico Alice Cooper), Glen Buxton (guitarra principal), Michael Bruce (guitarra rítmica, teclados), Dennis Dunaway (bajo) y Neal Smith (batería). Furnier cambió legalmente su nombre a Alice Cooper y ha tenido una carrera en solitario con ese nombre desde que la banda quedó inactiva en 1975. La banda era conocida por sus elaborados espectáculos teatrales de shock rock. En 2011, la banda original de Alice Cooper fue incluida en el Salón de la Fama del Rock and Roll.
Después de años de oscuridad, la banda de Alice Cooper saltó a la fama en 1971 con el sencillo "I'm Eighteen" y el álbum Love It to Death. El éxito continuó con el popular sencillo "School's Out" y el álbum del mismo nombre en 1972. La banda alcanzó su punto máximo en popularidad en 1973 con su siguiente álbum Billion Dollar Babies y su gira, que batió récords de taquilla que antes tenían The Rolling Stones.

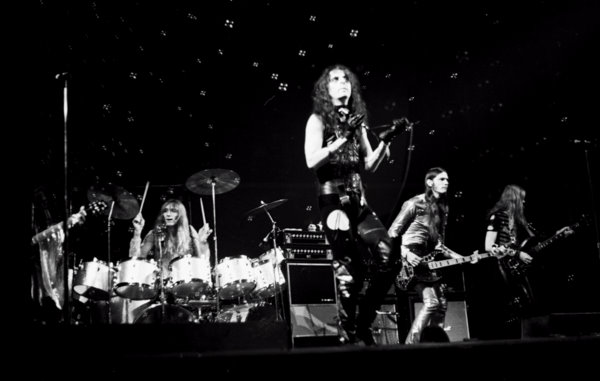
Momento de una actuación en una gira de 1972.

## Historia

### Comienzos de la carrera: The Spiders, Nazz, Alice Cooper
En 1964, Furnier de 16 años, entonces estudiante de Cortez High School, estaba ansioso por participar en el show de talentos anual local de Letterman, por lo que reunió a cuatro compañeros del equipo de campo traviesa de su escuela secundaria para formar un grupo para el espectáculo: Glen Buxton, Dennis Dunaway, John Tatum y John Speer. They named themselves The Earwigs. Se llamaron a sí mismos The Costumes. Se vistieron con disfraces y pelucas para parecerse a The Beatles, e interpretaron varias parodias de canciones de The Beatles, con la letra modificada para referirse al equipo de la pista: en su interpretación de "Please Please Me", por ejemplo, el verso "Anoche le dije estas palabras a mi chica" se sustituyó por "Last night I ran four laps for my coach". Del grupo, solo Buxton y Tatum sabían tocar un instrumento —La guitarra— así que Buxton y Tatum tocaron la guitarra mientras el resto imitaba con sus instrumentos. El grupo obtuvo una respuesta abrumadora de la audiencia y ganó el concurso de talentos. Como resultado de su experiencia positiva, el grupo decidió intentar convertirse en una banda real. Adquirieron instrumentos musicales de una casa de empeño local y procedieron a aprender a tocarlos, con Buxton haciendo la mayor parte de la enseñanza, así como gran parte de la composición de las primeras canciones.Pronto se rebautizaron a sí mismos como The Spiders, con Furnier en la voz, Buxton en la guitarra principal, Tatum en la guitarra rítmica, Dunaway en el bajo y Speer en la batería. They soon renamed themselves The Spiders, featuring Furnier on vocals, Buxton on lead guitar, Tatum on rhythm guitar, Dunaway on bass guitar, and Speer on drums. Musicalmente, el grupo se inspiró en artistas como The Beatles, The Rolling Stones, The Who, The Kinks, The Doors y The Yardbirds.Durante el próximo año, la banda actuó regularmente en el área de Phoenix con una enorme telaraña negra como telón de fondo, el primer accesorio escénico del grupo.
En 1965, los Spiders grabaron su primer sencillo, "Why Don't You Love Me" (originalmente interpretado por Blackwells), con Furnier aprendiendo la armónica de la canción.[cita requerida]La pista del lado B del sencillo fue el éxito de Marvin Gaye Tamla Records, "Hitch Hike". El sencillo fue lanzado por el sello discográfico local, Mascot Records, propiedad de Jack Curtis, un promotor de conciertos que también era dueño del club de adolescentes Stage 7, que más tarde se convirtió en el VIP Club donde los Spiders eran la banda de la casa. En el VIP Club, la banda apoyó a otras bandas, entre ellas: Lovin 'Spoonful, Yardbirds, Them, Animals, The Kinks y The Byrds.
En 1966, los Spiders se graduaron de la escuela secundaria y después de que el futbolista de North High School Michael Bruce reemplazara a John Tatum en la guitarra rítmica, la banda lanzó su segundo sencillo, "Don't Blow Your Mind", una composición original que se convirtió en un éxito local # 1, respaldado por "Sin etiqueta de precio". El sencillo fue grabado en Copper State Recording Studio y emitido por la micro-imprenta local, Santa Cruz Records.
En 1967, la banda había comenzado a hacer viajes regulares por carretera a Los Ángeles para tocar en espectáculos. Pronto se rebautizaron a sí mismos como Nazz y lanzaron el sencillo "Wonder Who's Lovin 'Her Now", respaldado con la futura pista de Alice Cooper "Lay Down and Die, Goodbye". Aproximadamente en esta época, el baterista John Speer fue reemplazado por Neal Smith. A finales de año, la banda se había trasladado a Los Ángeles. En Los Ángeles, el estilo de vida de la banda incluía viajes regulares en automóvil al desierto. Las actividades incluyeron disparar conejos con un rifle 0.22. En 1967, Neal Smith se movió al alcance del rifle cuando Alice estaba a punto de disparar. Smith recibió un golpe en el tobillo. Tiene el fragmento en el tobillo hasta el día de hoy. Por esta época, la banda y otros tres estaban conduciendo en Los Ángeles en una camioneta. Un incidente en la carretera provocó que el conductor perdiera el control de la camioneta y se saliera de la carretera dando cuatro vueltas. La camioneta fue destruida, pero todos los miembros de la banda y los otros tres sobrevivieron sin lesiones graves.
En 1968, la banda se enteró de que Todd Rundgren también tenía una banda llamada Nazz y se encontró con la necesidad de otro nombre artístico. Furnier también creía que el grupo necesitaba un truco para tener éxito y que otras bandas no estaban explotando el potencial teatral del escenario. La leyenda es que el nombre "Alice Cooper" vino de una sesión con una tablero güija, elegido en gran parte porque sonaba inocuo y sano, en contraste humorístico con la imagen y la música de la banda. Sin embargo, en una entrevista con Mark Radcliffe en el programa de Radcliffe y Maconie en BBC Radio 2el 30 de noviembre de 2009, Alice describió el incidente con la tabla ouija como una leyenda urbana. Él dijo: "Literalmente obtuvimos toda la historia sobre el asunto de las brujas de la forma en que ustedes lo entendieron. Era como una pura leyenda urbana. Escuché sobre el asunto de las brujas probablemente el mismo día que ustedes, pero fue una gran historia. "Alice Cooper" era el personaje de la prima Alice en la serie estadounidense Mayberry R.F.D. (interpretado por Alice Ghostley) en ese momento, probablemente por coincidencia. Finalmente, Furnier adoptó este nombre artístico como propio. Más tarde declaró que el cambio de nombre fue una de sus mejores decisiones. La formación clásica del grupo Alice Cooperestaba formado por Furnier, el guitarrista principal Glen Buxton, el guitarrista rítmico Michael Bruce, el bajista Dennis Dunaway y el baterista Neal Smith, todos exmiembros de los Spiders. Esta alineación se mantuvo intacta hasta 1974.
El primer concierto de la banda que usó el nombre de Alice Cooper fue el 16 de marzo de 1968 en Earl Warren Fairgrounds en Santa Bárbara. Los carteles todavía mostraban a la banda como The Nazz. Después de un concierto en 1968 en el club Cheetah en Venice (Los Ángeles), donde la mayoría de los clientes del club se fueron después de escuchar a la banda tocar solo diez minutos, el gerente de música Shep Gordon se acercó a ellos, quien vio el impacto negativo de la banda esa noche como una fuerza que podría girar en una dirección más productiva. Shep organizó una audición para la banda con el reconocido artista musical y productor de discos Frank Zappa, quien buscaba firmar actos musicales extraños con su nuevo sello discográfico, Straight Records.. Zappa les dijo que fueran a su casa "a las 7 en punto" para una audición. La banda supuso erróneamente que se refería a las 7 de la mañana. Ser despertado por una banda dispuesta a tocar ese tipo de música a las siete de la mañana impresionó a Zappa lo suficiente como para firmar un contrato de tres álbumes. "Frank fue el único que se esforzó por nosotros, por mí", recuerda el propio Alice. “Él fue quien dijo: 'Aquí hay una banda de la que todos en el negocio se ríen, me gustan'... Él era el paria en Los Ángeles y nosotros también". Los primeros tres álbumes de Alice Cooper fueron lanzados con el sello Straight de Zappa.
Otro acto firmado por Zappa, las GTO femeninas, fueron alentadas a vestir a los miembros de la banda de Alice Cooper con ropa de mujer y maquillaje pesado, y desempeñaron un papel importante en el desarrollo de la apariencia inicial de la banda en el escenario.
La banda fue objeto de críticas de los medios después de que Furnier lanzara un pollo vivo a la audiencia durante el Festival de Renacimiento del Rock 'n' Roll de Toronto de 1969. El público partió el pollo, cuyo nombre era Dutchess, en pedazos. En 1970, la banda apareció en un álbum de muestras de Warner Bros, Zapped, con actos producidos por Zappa.

### Encontrar el éxito
Las lentas ventas de los dos primeros álbumes de la banda, así como la indiferencia de los californianos por su acto, llevaron a la banda a trasladarse nuevamente en 1970, esta vez a Pontiac, Míchigan, cerca de Detroit, la ciudad natal original de Furnier. Aquí, su extraño acto en el escenario fue mucho mejor recibido por las multitudes del Medio Oeste acostumbradas a los estilos protopunk de bandas locales como The Stooges y MC5. "Los Ángeles simplemente no lo entendió", dijo Furnier. "Todos estaban tomando la droga equivocada para nosotros. Tomaban ácido y básicamente bebíamos cerveza. Encajamos mucho más en Detroit que en cualquier otro lugar".
Conectando con el joven productor Bob Ezrin, Alice Cooper lanzó el sencillo "I'm Eighteen" a finales de 1970, y se convirtió en un éxito sorpresa en el Top 40. El éxito del sencillo convenció a Warner Bros de que la banda podría ser un acto comercial viable, lo que llevó a una inversión mucho más fuerte en el tercer álbum de Alice Cooper, Love It to Death. El álbum se lanzó inicialmente en Straight Records, pero fue reeditado en el sello Warner luego de la compra de la marca de Zappa, lo que le dio a Alice Cooper una exposición aún mayor. Bajo la dirección de Ezrin, el sonido de la banda pasó del rock psicodélico a un sonido de hard rock más estricto, impulsado por la guitarra, incluso mientras gran parte del contenido lírico continuaba explorando "la decadencia, la perversión y la psicosis".
En 1971, la banda estaba haciendo su primera gira como cabeza de cartel. En un concierto en Florida, una joven entró en la parte posterior del escenario con una boa constrictor enrollada alrededor de su brazo. Alice se asustó, pero le dio la idea de usar una serpiente en el escenario. Con Love It to Death y su álbum de seguimiento, Killer, ambos en las listas de éxitos, la banda pudo permitirse un espectáculo escénico más elaborado, que incluía accesorios sofisticados y elementos de terror gótico, y se convirtieron en una atracción de conciertos muy popular en el Reino Unido durante los próximos años. Los llamamientos de los miembros del Parlamento británico en 1972 para que se prohibiera al grupo actuar en el Reino Unido solo lograron consolidar la leyenda de la banda, y la gira Billion Dollar Babies del año siguiente batió récords de taquilla. Cindy Dunaway (la hermana de Neal Smith que se casó con Dennis Dunaway) diseñó el vestuario de la banda y ocasionalmente actuó en el espectáculo (ella era la "diente bailarina" en la gira Billion Dollar Babies). Un concierto de 1973 en São Paulo (Brasil), se realizó frente a 158.000 personas. El Libro Guinness de los Récords Mundiales le dio a la banda el récord mundial por tocar frente a la mayor audiencia de interior de la historia.
Después de Killer, Alice Cooper lanzó tres álbumes más entre los diez primeros. El pináculo fue Billion Dollar Babies de 1973, que subió hasta el número 1 en las listas de álbumes de EE. UU. y del Reino Unido. La banda encabezó giras de gran éxito desde 1972 hasta 1974, antes de separarse. La banda ganó tanto dinero en 1973 y 1974, que Alice apareció en la portada de la revista Forbes en 1974.

### Desintegración de la banda original
La banda original de Alice Cooper tocó su último show el 8 de abril de 1974 en Río de Janeiro (Brasil). Hay varias razones que los exmiembros de la banda han dado para la ruptura. Smith dijo que los miembros querían tomarse un año libre para reducir la velocidad y posiblemente hacer proyectos en solitario, y simplemente nunca se reunieron. Cooper dijo que había desacuerdo sobre cuánto dinero invertir en espectáculos teatrales, que se habían vuelto costosos. Bruce sostiene que los problemas de Buxton con el abuso de sustancias, que en un momento lo llevaron a tirar de una navaja al mánager de la gira de la banda, probablemente aceleraron la ruptura.
La ruptura se hizo pública en 1975. Vincent Furnier tomó "Alice Cooper" como su propio nombre y continuó como solista con un nuevo grupo de músicos, la banda original desapareció oficialmente. Más tarde, Furnier declaró que el cambio de nombre fue uno de sus movimientos profesionales más importantes y exitosos. Bruce, Dunaway y Smith formarían la banda de corta duración Billion Dollar Babies, produciendo un álbum, Battle Axe, en 1977. Aunque ocasionalmente actuaban juntos y con Glen Buxton, no se reunieron con Alice hasta el 23 de octubre de 1999, en el segundo fin de semana conmemorativo de Glen Buxton para un espectáculo en CoopersTown en Phoenix (Buxton murió en 1997). Se reunieron para otro espectáculo, con Steve Hunter a la guitarra, el 16 de diciembre de 2010 en el Teatro Dodge de Phoenix. Esta alineación volvería a presentarse junta (televisada) el 14 de marzo de 2011, en la inducción del grupo original de Alice Cooper en el Salón de la Fama del Rock and Roll, así como el 11 de mayo de 2011, en Londres.Battersea Power Station en el evento Jägermeister Ice Cold 4D (webcast). Bruce, Dunaway y Smith aparecieron en tres pistas que coescribieron en el álbum de Alice de 2011 Welcome 2 My Nightmare.
Un documental sobre la banda titulado Super Duper Alice Cooper se estrenó en el Festival de Cine de Tribeca el 17 de abril de 2014 y estaba programado para ser proyectado en el Festival Internacional de Documentales Canadienses Hot Docs una semana después.
El 6 de octubre de 2015, se llevó a cabo un espectáculo de reunión sorpresa en Dallas en la sesión de firma de libros de Dunaway. A él se unieron Bruce, Smith, Cooper y Ryan Roxie, quien reemplazó al fallecido Glen Buxton. Los miembros supervivientes de la banda estaban listos para grabar y lanzar un álbum. Sin embargo, el único material que apareció fueron dos pistas extra del 27.º álbum de estudio de Cooper, Paranormal.
Los cuatro miembros originales sobrevivientes se reunieron nuevamente para un set de cinco canciones el 14 de mayo de 2017, en un show en Nashville (Tennessee). Los cuatro se reunieron una vez más ese mismo año para una gira por el Reino Unido. 

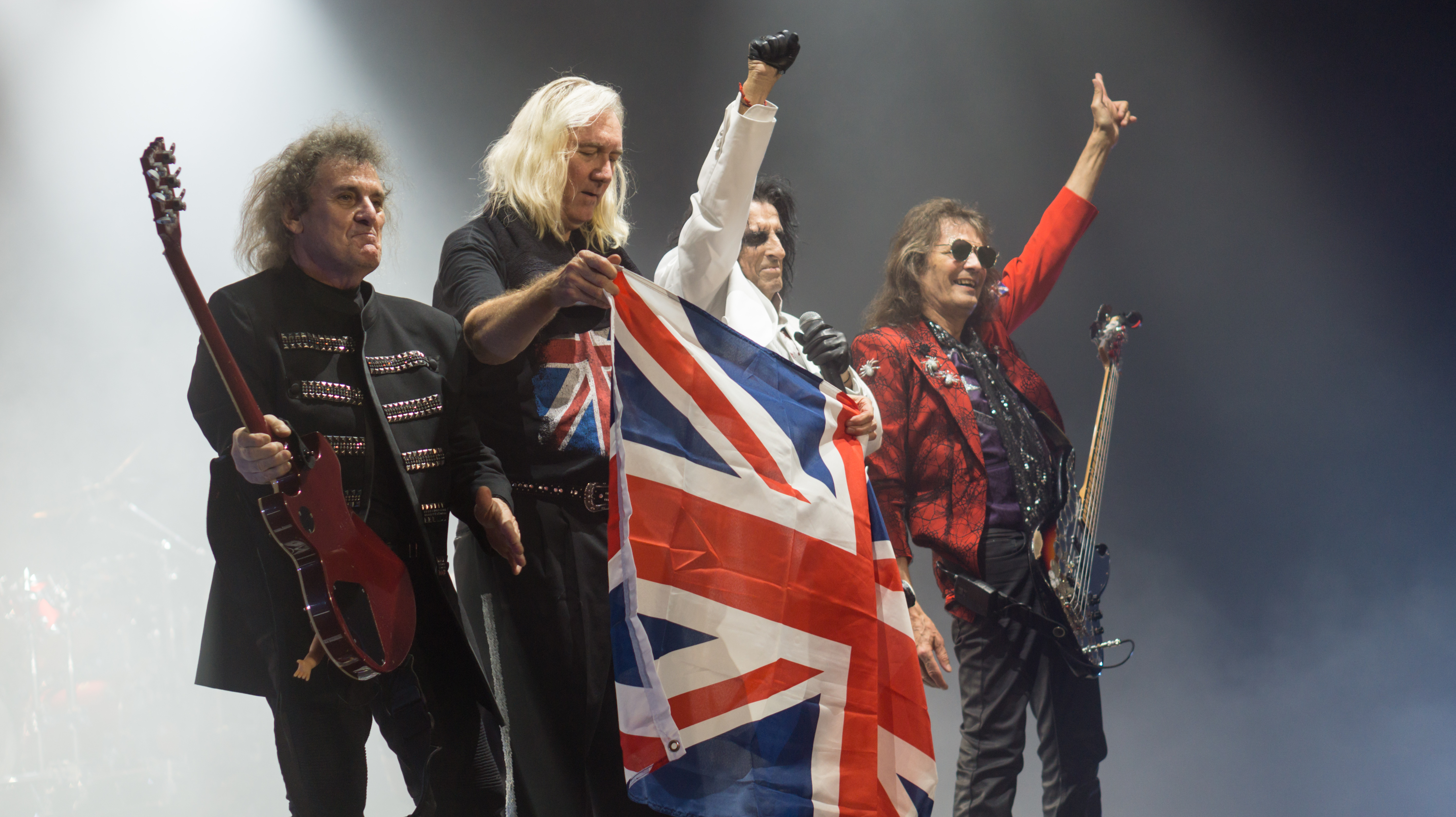
Los cuatro supervivientes de la composición original de Alice Cooper en el estadio de Wembley en noviembre de 2017

En 2021, los miembros supervivientes de la banda se reunieron para el álbum Detroit Stories de Cooper. El productor Bob Ezrin y el propio Cooper han insinuado que podría ser posible un nuevo álbum con los miembros supervivientes.

## Miembros de la banda

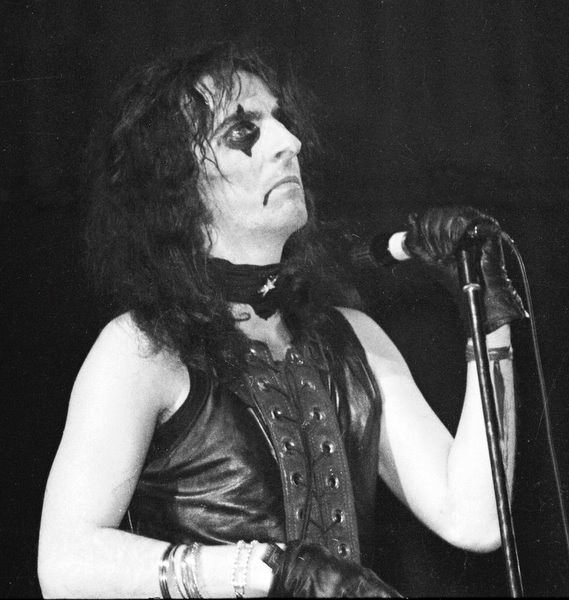
Vincent Furnier a.k.a. Alice Cooper

### Miembros originales de la banda
- Vincent Furnier alias Alice Cooper - voz y armónica
- Glen Buxton - guitarra principal (fallecido en 1997)
- Michael Bruce - guitarra rítmica y teclados
- Dennis Dunaway - bajo
- Neal Smith - batería

### Miembros adicionales 1973–1974
- Mick Mashbir - guitarra
- Bob Dolin - teclados

## Discografía

### Álbumes de estudio
- Pretties for You (1969)
- Easy Action (1970)
- Love It to Death (1971)
- Killer (1971)
- School's Out (1972)
- Billion Dollar Babies (1973)
- Muscle of Love (1973)
- The Revenge Of Alice Cooper (2025)

### Sencillos
- School Days: The Early Recordings (1973)
- Greatest Hits (1974)